# General Intelligence Agency of Mongolia
La General Intelligence Agency of Mongolia(GIA), Lingua mongola:Тагнуулын ерөнхий газар, è l'agenzia di intelligence del governo mongolo, amministrata dal primo ministro della Mongolia. La sede della GIA è ubicata a Ulan Bator. I dipendenti della GIA sono un centinaio e incaricati di avvisare il governo in caso di allarme per la sicurezza del paese. Essa raccoglie e valuta informazioni su una varietà di settori come il terrorismo internazionale, la criminalità organizzata, traffico di armi e droga, riciclaggio di denaro sporco, l'immigrazione clandestina e informazione di guerra.